# Miconia mollis
Miconia mollis är en tvåhjärtbladig växtart som beskrevs av José Jéronimo Triana. Miconia mollis ingår i släktet Miconia och familjen Melastomataceae. Inga underarter finns listade i Catalogue of Life.